# Сладки мечти
Сладки мечти е българска дамска група от Велико Търново, създадена през 1998 г. от DJ Емо. 
Групата се състои от 4 момичета – Петя, Виктория, Цветелина и Христина. През 2001 г. излиза първият албум на групата, най-големите хитове от него са песните "Свят", Ще те чакам ", както и официалния кавър на песента на група Щурците," Среща ",които ги изстрелват на челно място в музикалните класации. Очастват в албума на Каналето" Огнени страсти", записват с Лили Иванова вокали за албума "Ветрове", издават обща песен с Илия Ангелов "Какво е лято без море", с която печелят наградата на публиката на конкурса за авторска музика "Бургас и морето", Печелят голямата награда на Международния фестивал " Откритие" 
Момичетата взимат участие в множество турнета и концерти в страната и чужбина. 
Прз 2021 и 2022 г. Христина участва в риалити форматите Гласът на България и Звездите в нас в образа на Уитни Хюстън и се класира на второ място на финала на предаването. 

## Дискография
- Сладки мечти (2001)[2]